# Mauthausener Straße
Die Mauthausener Straße (B 123) ist eine Landesstraße in Österreich. Sie hat eine Länge von 19,5 km und führt von der Wiener Straße (B 1) zunächst nach Mauthausen. Anschließend führt sie weiter durch das Mühlviertel nach Pregarten nahe dem Autobahnende der Mühlkreis Autobahn (A 7).

## Geschichte
Die Mauthausener Reichsstraße zweigte in Götschka von der Prager Reichsstraße ab und führte über Hagenberg und Wartberg bis Mauthausen an der Donau. Sie wurde 1770 erbaut und später als Salzstraße bezeichnet. Durch Verordnung der oberösterreichischen Landesregierung wurde sie 1932 in Hochstraße umbenannt.
Als Mauthausener Straße wurde 1950–1971 die heutige Donau Straße zwischen Linz und Emmersdorf bezeichnet.
Die Mauthausener Straße zwischen Enns und Pregarten gehört seit dem 1. Dezember 1973 zum Netz der Bundesstraßen in Österreich.
Im Jahr 2017 wurde die Umfahrung von Windpassing und Pyburg fertiggestellt. Das Verfahren und der Bau dauerte durch notwendige Enteignungen etwa 23 Jahre. Die Ortsdurchfahrt wurde zur Gemeindestraße und soll noch rückgebaut werden.